# Luhundwa
Luhundwa è una circoscrizione rurale (rural ward) della Tanzania situata nel distretto di Mpwapwa, regione di Dodoma. Conta una popolazione di 12 161 abitanti (censimento 2012).